# 监禁 (游戏)
《监禁》（レクイエムハーツ〜監禁〜）是日本ILLUSION在2001年6月29日發售的3D立体成人遊戲，2003年7月31日發售DVDPG版。按照日本法律，《监禁》只允许在日本境内销售、使用，在日本国境之外即使是成年用户使用此软件也是不被允许的。然而经由互联网和盗版渠道，该作品在中国大陆和欧美市场得以流通普及并享有一定知名度。
这是一部糅合了平台动作，轨道射击和性交模拟的电脑游戏作品，讲述的是未来（2197年）日本警察与猖獗的跨国有组织犯罪集团斗争的故事。性爱成分并不是本游戏的重点，只是为了配合说明黑社会组织反人性的罪恶和日本警察（特别是日本女警）为破除犯罪表现出的献身精神。

## 游戏机制
该游戏的操作机制至为简单，整个游戏全由鼠标完成，键盘只有唯一的ESC键起到调出游戏菜单（可实现存取和进出游戏）的作用。总的来说，其机制（Game Mechanism）在相当程度上借鉴了一些当时世界上时兴名作的设计，如动作部分参照《古墓丽影》，射击部分参照《VR战警》，解迷部分灵感应是来自《生化危机》，音乐部分可能是参考了《合金装备》。在动作场景中，鼠标左键控制前进，右键后退，摇动控制方向。在射击场景中，总储弹数无限，左键开枪，右键上弹，摇动控制瞄准。有些关卡角色可选，除了人物模型不同，情节完全一样，并无角色分支剧情。不同的人物差别主要在于配枪和生命值。基本原则是：装弹量大的配枪（自动手枪或微型冲锋枪）攻击力小，装弹量小的手枪（左轮手枪）则威力较大，攻击力高的角色防御力就低。在性爱场景中，点击画圈的关键部位开始插入，摇动鼠标幅度控制动作强度，点击指定按钮变换体位。章节之间有女播音员独白的，广播剧式的插画小说讲述剧情，也是使用鼠标左键翻过/跳过。
由于上述极简的操作方式，该作中较复杂的技术动作（比如攀爬，跳跃，捡拾道具，按动开关等）均靠指挥角色走到预定位置触发预编的脚本完成。由于没有提示系统（按：后期一些三维动作游戏往往会在“可互动物件”上加上如透明化或闪烁的标示起到提示作用，但又容易让游戏太过直白简单），往往造成玩家困扰，需要反复试验猜测摸索设计者的意图，有可能导致玩家失去信心而半途而废 -- 当然这也不是本作独有的缺点，而是很多早期类似动作游戏的通病。实际上本作的编程质量非常稳定，预编脚本只要按照正确的操作方法，很少会出现执行错误。

## 故事情节
2197年，日本北海道的札幌已发展成一个摩天楼林立的国际大都市。出于吸引外资的需要，该市实行改革放宽了管制，实现完全开放化，每年都有数以万计的来自世界各国的人随意进出。正因为如此，该市逐渐变成跨国犯罪组织喜爱的聚集地。这些犯罪组织的营利方式主要是贩毒及跨国买卖用于卖淫的妇女等。
国际刑警组织派出两位女性搜查官 - 魔的千雨和菱形菊乃扮成风尘女子，打入札幌某贩毒辛迪加的基地进行调查，但由于情报走漏，两人身份暴露，虽经激战终因寡不敌众双双被捕。两人被分别监禁并遭到组织成员的性侵。
两位女调查员失踪后不久，国际刑警组织日本支部收到一盘录像带，内容是两位女警被反复轮奸的不堪入目的画面。刑警组织紧急通知国际刑警日本支部的次长天草流门，从神户抽调女警官乙部砂琴并派遣特派员海因斯前往北海道调查。他们从一处已知的制毒工厂下手，抓住了为首的负责人，从他口中得知一个人称“东”的头目（全名东刀斋）是案件相关者，他同时供出了“东”的藏身地，一家酒屋。几乎同时，传来了千雨警官暴尸于街心公园的噩耗，尸检证明女警官曾被先奸后杀，手法恶劣令人发指，足见犯罪组织的丧尽天良。
神户警视厅的高级警监沙云刚史决定亲自出动，根据情报去抓捕“东”。沙云的妻子几年前也正是遭了和千雨同样的毒手，所以沙云对该贩毒组织可谓恨之入骨。抓捕行动成功，“东”对参与强奸女警官的罪行供认不讳，但说自己只是小人物，并不知全局。他又供认说菊乃正被“大老板”的心腹，雇佣兵出身的甲田真先控制，现正被关押在十勝郡附近雪山的一座山庄里。沙云暗自怀疑女警卧底行动的负责人天草就是内奸，决心亲自去调查此事，同时派遣砂琴和海因斯去解救菊乃。
没想到，砂琴和海因斯出师未捷，行动还没开始就走漏了风声，砂琴刚一踏进山庄就中了埋伏被活捉，海因斯胸口被人打了一枪，滚到山下的激流中。这下警察系统存在内奸已不再是无端的怀疑，而是明摆的事实。这样菊乃唯一的机会只剩下自救，她赶在被再次转移之前，趁乱夺了一名黑帮分子的枪，并破解重重机关逃出了山庄。然而噩梦并未就此结束，大山的地理隔绝使得菊乃无路可逃，即便不被捉回去也会被冻死。菊乃带伤冲进一家民宅避难，宅内的母女好心收留了菊乃并报了警，没想到惹了大祸 - 整个北海道警察都已被腐败所侵蚀控制，警察要突击的消息遂第一时间传到贩毒集团手上，作为对策，他们雇来俄罗斯Spetsnaz退役人员组成的佣兵武装去抓捕菊乃和干扰警方行动。菊乃开始逃亡，逃进深山又进入山洞进行孤身游击，但最终还是因出路被阻被捉，还连累收留她的母女一同被没有人性的佣兵轮奸。万幸的是沙云及时带人赶来包围逮捕了佣兵，救出菊乃和母女。
沙云判断出卖情报的只可能是海因兹的老婆南希。后来证实，南希在海因斯出长期任务期间与其上司天草通奸，情报就是这样一步步直达犯罪组织的高层，才导致警察屡屡出师不利。海因斯在行动中重伤，但大难不死，得知此事悔恨不已，沙云安慰他说“恶人最终必会被绳之以法”。北海道警察腐败被曝光后国际警察的直接介入，使贩毒辛迪加受到重创，濒临崩溃。大头目尼流部见势不妙，决定出逃俄罗斯。沙云遂独闯龙潭，驱车直捣尼流部的别墅，可惜其意图“擒贼擒王”的行动还是晚了一步，尼流部带着俘虏砂琴乘直升机逃走，逃到屈斜路湖中央的一个只有组织高层才知道的秘密仓库，连情妇美冬都来不及带走，只得交给手下甲田命其‘伺机转移’，还下令除掉了已无利用价值的叛徒天草，后者也算恶有恶报。甲田认清自己在警察重重封锁下其实根本无路可逃，且一旦被捕死刑无疑，只感到被出卖，愤怒绝望之下将车开到荒山并强奸了美冬，不料，刚“完事”就遭山上一只野生棕熊袭击送了命。在树倒猢狲散之际，南希被赏给“东”的继任者菊池，她恳求菊池按照天草传授的方法带上她走海路亡命俄国，菊池劫持了一艘渔船，然而出海还没多远，就被国际刑警的巡视船拦截逮捕了。
秘密基地里，尼流部只能坐等国际刑警放松海空管治的时机才能实现出逃俄罗斯的计划。愤恨交加，他只能靠反复奸淫“征服”砂琴泄愤兼度日。砂琴靠着装出来的逆来顺受让前者放松了警惕，她饲机夺下一支枪开始出逃计划，虽然最终被尼流部发觉，但也使秘密基地的位置暴露在警方监视下，沙云及时带领特别行动队逮捕了尼流部，救出了砂琴，等待尼流部的将是无期徒刑或者死刑。沙云大仇得报，临走前冷冷的甩给尼流部一句话：“不要犹豫了,直接下地狱去吧!”（原文：迷わず地獄へ行けよ！）

## 角色

### 国际刑警/日本警察
魔的 千雨（ままと ちさめ）
游戏的封面女主角。长相比实际年龄还要稚气的年轻女检察官，擅用自动手枪，在北海道的搜查行动中失踪，后不幸遇难，被犯罪组织弃尸公园，尸检显示死时直肠、子宫和胃里都充满了精液。
菱形 菊乃（ひしがた きくの）
千雨的同僚，积极活泼，让人眼前一亮的漂亮女警。格斗技术好。与千雨一起于北海道的卧底行动中失踪。后证实她是为保护被挟持的千雨不受伤害主动放弃的抵抗。被捕受辱后尝试脱逃失败，最终被沙云所救。
乙部 砂琴（おとべ さごと）
国际刑警组织缉毒成员，高个子身材丰满的漂亮女人，千雨和菊乃的同僚，爱用的武器是.44大口径左轮手枪。千雨和菊乃在北海道失踪后，砂琴和搭档海因兹奉命去搭救。在山庄突击行动中由于情报走漏，遭到埋伏被捕，被贩毒组织头目尼部流虏到秘密基地沦为其私人性奴，试图逃出并为擒获尼部流立下功劳。
海因兹
国际刑警组织特派员，白人男性。其妻南希在其执行任务期间与海因斯腐败的上司天草有婚外情，两人伙同向贩毒组织出卖情报，导致行动失败，海因斯差点丧命。营救行动开始前，与砂琴在宾馆互相安慰壮胆，发生了一夜情。
沙云 刚史
神户警方的干部，文武双全的中年男性，为打击毒品犯罪鞠躬尽瘁。5年前妻子曾被贩毒集团出于报复先奸后杀，因此对贩毒集团于公于私都有着刻骨仇恨，立志于对方的彻底消灭。最后如愿以偿，使得该贩毒辛迪加在北海道的组织彻底崩溃并亲自拘捕其总头目尼流部。
天草 流门
国际刑警日本支部次长。此人实际已被贩毒辛迪加腐蚀收买，是警界的叛徒，内奸。正是他的出卖情报使得刑警行动屡遭重大损失，直接导致数位女刑警落入虎口。在犯罪组织崩溃之际，被尼流部令人以“失去利用价值”为由灭口。

### 北海道贩毒辛迪加
东 刀斋
札幌一代的“二老板”，武术高强的亡命暴徒。负责组织策划在该地的日常活动，经常充作各种非法交易的中间人。平时藏匿处是属于他的，表面合法的居酒屋，该酒屋的前台人员都是他的眼线。亲自参与强奸女检察官千雨和菊乃，后被沙云逮捕。
甲田 真先
雇佣兵出身，脾气暴躁，擅长驾驶和使用各种现代化自动武器。他是老大尼流部的左右手兼私人保镖，是残忍杀害千雨的元凶，后被派去看押女警菊乃。组织崩溃之际被尼流部事实上抛弃，恼羞成怒的甲田最终死于非命。
尼流部
真名不详。贩毒辛迪加在北海道地区活动的总头目，为人极端残暴无情。他是国际黑手党的成员，背景深不可测，其势力爪牙已蔓延至国际企业，军警系统，一定程度上甚至能左右政界。几年前沙云警官调查他，他便策划了对警官妻子的奸杀作为报复，因此跟沙云有不共戴天之仇。最后在沙云为首的正义力量联合之下被绳之以法。

## 扩展插件：《千雨脱出》
发布于2001年9月23日。游戏发行后，一些日本玩家认为剧中年轻可爱的女警官 - 魔的千雨的结局太过残忍不幸，使得尤其喜爱大团圆结局的亚洲玩家感到心中难以接受。这样的诉求反映到ILLUSION的BBS上，为了安抚玩家的情绪，ILLUSION开发了名为“千雨脱出”的官方插件。顾名思义，这个插件提供了一种替代结局，即千雨成功逃出升天，避免了被奸杀的命运。插件的内容不长，通过“Extra”菜单进入，提供了以千雨为主角的数个新关卡和战斗场景，并配有包含“脱出成功”和“脱出失败”两种结局的相关CG和动画，其中提到如果脱出失败，作为惩罚千雨还会遭到腐败警官天草（在原作中提及而未露面）的强奸凌辱。

## 評價
Wanuxi的編輯老司机認為該作是ILLUSION少數「游戏性比较好」的作品。

## 外部連結
- ILLUSION （页面存档备份，存于）（日語）